# 摩斯拉 (1996年)
《魔斯拉》(日文原名:モスラ) 是1996年12月14日上映的日本電影，平成魔斯拉系列電影的首部曲。由東寶電影公司製作、發行。全片放映時間106分鐘。1997年在台灣上映時，電影公司為了趕搭《侏儸紀公園：失落的世界》熱潮而將片名取為「三頭暴龍─魔斯拉侏儸紀」，後來發行家用影片時縮短為「三頭暴龍─摩斯拉」。

## 劇情概要
在神秘的嬰兒島的洞穴裡，神獸摩斯拉產下一枚卵，象徵新的生命即將誕生。
建設公司為了開發環境而砍伐森林，無意間挖到了不知名的遺跡，負責人取走了金屬徽章，打算帶回家做成項鍊送給女兒。
貝魯貝拉因而追到家中，把負責人妻子真紀子綑綁並控制女兒若葉，與莫兒和大樹等人激戰後把家裡弄得一團亂。
看到新聞報導的畫面便前往現場，解除帝斯基多拉的封印。
貝魯貝拉控制後藤炸毀封印後使帝斯基多拉重見天日，
小美人莫兒與蘿拉無奈之下召喚剛生產完身體還很虛弱的摩斯拉前來阻止怪獸的破壞，
同時卵中的幼蟲似乎感應到母親的危機，隨即破殼而出前往現場。
親摩斯拉壽命將盡，子摩斯拉甫出生便重傷連連，一番激戰後，親摩斯拉誘導帝斯基多拉打破水壩，
然後親摩斯拉趁此機會帶著子摩斯拉得以趁亂脫離戰場，親子在海上一陣交談後，親摩斯拉生命也走到了盡頭。
帝斯基多拉吸收大自然的生命力後長出雙翼，持續破壞環境。
子摩斯拉前往充滿神木的小島進化成為新生摩斯拉後，回到日本與帝斯基多拉決戰。
激戰後成功將邪獸重新封印，且從萬年神木得到新的力量，將毀壞的大地恢復原狀。

## 登場怪獸
- 守護神獸 摩斯拉(第五代)
- 守護神獸 新生摩斯拉(第六代)(幼蟲)
- 守護神獸 新生摩斯拉(第六代)(成蟲)
- 摩斯拉分身體 菲亞利: 莫兒和蘿拉乘坐的迷你型摩斯拉
- 宇宙超魔獸 帝斯基多拉
- 迷你機械飛龍 嘎魯嘎魯: 貝魯貝拉乘坐的飛龍型機械獸，升級版的嘎魯嘎魯繼續在《魔斯拉2 海底大決戰》及《魔斯拉3 王者基多拉來襲》中登場。

## 演員
- 莫兒：小林惠
- 蘿拉：山口紗彌加
- 貝魯貝拉：羽野晶紀
- 後藤大樹：二見一樹
- 後藤若葉：藤澤麻彌
- 田川義德(記者)：萩原流行
- 白石まどか(主播)：田中ひろ子
- 吉祥寺昌幸(主播)：荒川強啟
- 醫師：寺尾聰
- 護士：大賣智子
- 服務生：須藤真里子
- 後藤真紀子：高橋ひとみ
- 後藤裕一：梨本謙次郎

## 製作人員

### 本編
- 企畫、原案：田中友幸
- 製作：林芳信
- 劇本：末谷真澄
- 音樂：渡邊俊幸
- 攝影：關口芳則
- 操演：鳴海聰
- 剪輯：小川信夫
- 助理導演：三好邦夫
- 亞里斯服裝設計：本谷智子
- CD製作：波麗佳音
- 製作人：北山裕章
- 執行製作：富山省吾
- 導演：米田興弘

### 特殊技術
- 特技監督：川北紘一
- 特技攝影：江口憲一、大根田俊光
- 操演：白熊榮次
- 造型：小林知己、若狹新一
- 特技助理導演：鈴木健二
- 帝斯基多拉演員：吉田瑞穗